# 마메 티암
마메 바바 티암(프랑스어: Mame Baba Thiam, 1992년 10월 9일 ~ )은 세네갈의 축구 선수로, 현재 쉬페르리그의 에위프스포르와 세네갈 국가대표팀에서 공격수로 활약하고 있다.

## 구단 경력

### 아지만
2018년 8월 8일 에스테글랄 FC의 아랍에미리트 팀인 아지만과 2년 계약을 맺고 이적했다. 8월 30일, 티암은 알나스르와의 리그 경기에서 데뷔 전을 치렀고, 팀의 첫 골을 기록했다.

### 카슴파샤
2019년 6월 24일, 티암은 튀르키예 쉬페르리그의 카슴파샤와 2년 계약을 맺고 이적했다. 그는 8월 18일 트라브존스포르와의 경기에서 클럽 데뷔 전을 치렀고, 그 다음 경기인 알라니아스포르와의 경기에서 첫 골을 기록했다.

### 페네르바흐체
2020년 8월 18일, 티암은 쉬페르리그의 페네르바흐체와 3년 계약을 체결했다.

### 카이세리스포르
2021년 여름, 티암은 중앙아나톨리아 지역의 카이세리스포르와 3년 계약을 맺었다.

## 국가대표팀 경력
2020년 10월 9일 모로코와의 친선 경기에서 세네갈 축구 국가대표팀 선수로 처음 출전해 1-3으로 패했다.
그는 2021년 아프리카 네이션스컵에 참가한 세네갈 선수단의 일원이었으며, 세네갈 국가대표팀은 대회 역사상 처음으로 우승을 차지했다.
티암은 토너먼트에서 승리한 후 세네갈의 대통령 마키 살에 의해 사자 훈장의 그랜드 오피서로 임명되었다.